# Aibine
Aibine (Aibino, Aivino), jedno od plemena američkih Indijanaca iz sjeverozapadnog Meksika (Sonora) jezično klasificirani skupini Taracahitian, porodica Juto-Asteci. Aibine su bili jedna od skupina Xixime Indijanaca koji su se služili posebnim jezikom ili dijalektom, vjerojatno srodnim onima kojim su se služila plemena Hine, Hume i Xixime. Otac Ribas i Hamy vode ih kao jedno od plemena Pima Bajo. Frederick Webb Hodge za njih kaže da žive u istoimenom selu na zapadnoj pritoci rijeke Rio Yaqui u središnjoj Sonori. Prema Hodgeu jezično su se malo razlikovali od Nevomea, a po kulturi su slični Sisibotarima. Nestali su.

## Vanjske poveznice
- Pima  Arhivirana inačica izvorne stranice od 15. veljače 2008. (Wayback Machine)